# Friederike Reinhardt
Friederike Reinhardt (geb. Wagner; Pseudonym Lina Reinhardt, * 30. April 1770 in Arnstadt; † 11. November 1843 in Jena) war eine Schriftstellerin.

## Leben
Friederike Reinhardt kam 1770 in Arnstadt als Tochter des dortigen Bürgermeisters und Hofadvocaten Wagner zur Welt. 1804 heiratete sie den Prediger Fr. Aug. Reinhardt zu Breitenbach in Schwarzburg-Sonderhausen. 1817 wurde dieser nach Oberndorf versetzt. Dort begann Frederike Reinhardt ihre schriftstellerische Tätigkeit. Sie schrieb vor allem Kinder- und Jugendliteratur. Sie war als Erzieherin von Kindern tätig und begleitete eine kranke Russin nach Aachen, woraufhin ihr Mann einen „Ruf als Cabinetsprediger der Fürstin Baratinskly auf dem Schlosse Marina bei Iwanowsky in der Ukraine“ erhielt. Sie folgte ihrem Mann dorthin und kehrte erst nach dessen Tod nach Deutschland zurück und lebte bis zu ihrem Tod am 11. November 1834 in Jena. In einem Nachruf heißt es: 
„Am 11. starb die bekannte Kinderschriftstellerin Lina Reinhardt, geborene Wagner, nach einem vielbewegten, an Erfahrungen der mannigfaltigen Art sehr reichen Leben, in den Armen ihrer heißgeliebten Freundin Amalie Schoppe, geborene Weise [...].“

## Werke

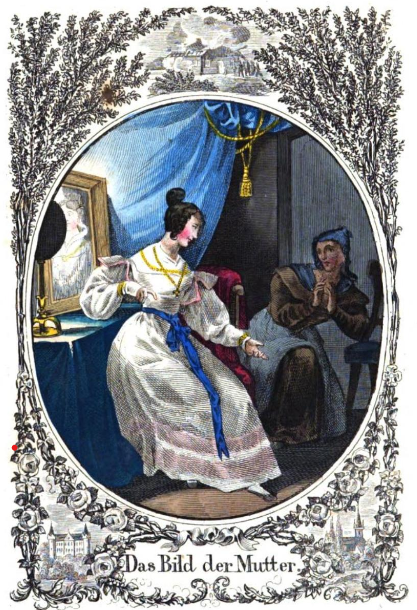
Abbildung aus Sinnpflanzen. Sechs Erzählungen für die Jugend

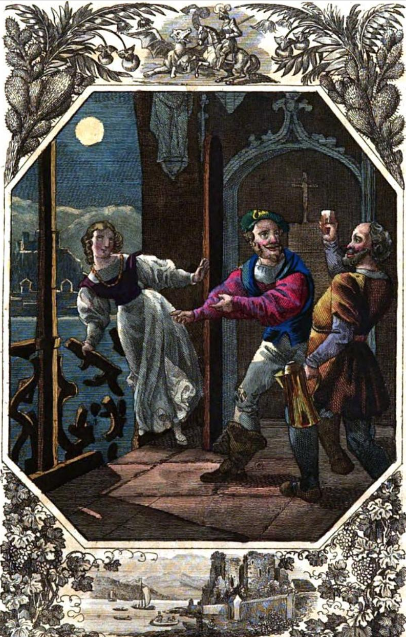
Abbildung aus Die graue Führerin junger Pilger und Pilgerinnen

- Die Kürbislaube. Erzählung in: Taschenbuch der Liebe und Freundschaft 1821.
- Der Fliederbaum. Erzählung in: Taschenbuch der Luebe und Freundschaft 1822.
- Bruder Karl von Philadelphia. Erzählung in: Schützes Wintergarten. Band VI. 1822, S. 117ff.
- Die Gesetze des Hauses. Erzählung in: Zeitung für die elegante Welt 1823, S. 223.
- Toni. Erzählung in: Abendzeitung 89 (1823), S. 89ff.
- Die Braut aus Arkadien. Erzählung in: Taschenbuch der Liebe und Freundschaft 1823.
- Die weisse Rose. Erzählung in: Abendzeitung 104 (1824).
- Sinnpflanzen. Sechs Erzählungen für die Jugend. Nürnberg: Zeh'sche Buchhandlung 1834.
- Dramatische Kleinigekeiten. Sechs leicht ausführliche Lustspiele jedes in einem Akte für gesellige Kreise. Nürnberg: Zeh'sche Buchhandlung 1835.
- Die graue Führerin junger Pilger und Pilgerinnen durch die Thäler und über die Berge des Rheingau's. Der Jugend gewidmet von Lina Reinhard. Nürnberg: Zeh'sche Buchhandlung 1835.
- Vater Kindermann unter seiner Familie. Eine Reihenfolge kleiner Erzählungen zur frühzeitigen Erweckung eines religiösen Sinnes. Erstes Bändchen. Nürnberg: Zeh'sche Buchhandlung 1835.
- Die schönsten Märchen und Sagen des Rheines. Der Jugend erzählt. 1835.
- Die weisse Frau 1839.
- Kadujah. Erzählung aus der Zeit des Eroberungszuges Napoleons nach Aegypten. In: Cornelia. Taschenbuch für Deutsche Frauen. 23. Jg. Hg. v. Aloys Schreiber. 1840.
- Der Maskenball 1841.
- Neues Kindertheater. Der heranwachsenden Juged bestimmt. 1841.
- Not und Rettung am Lebensmorgen. Sechs Erzählungen für die reifere Jugend.
- Cornelia. Museum der Belehrung und Unterhaltung für die Jugend beiderlei Geschlechts (2 Bände). Neustadt: Wagner 1842.
- Der Kindergarten. Eine Monatsschrift für die Jugend beiderlei Geschlechts. Saalfeld: Niese 1842. (Oktober bis Dezember).
- Nachklänge des Evangeliums in Frauenseelen. Heidelberg: Engelmann, Leipzig: Barth 1842.
- Weihnachtstischchen mit Allerlei für gute Kinder. Ilmenau: Saalfeld 1842.
- Stundenblume. Eine Novellen-Reihe. Braunschweig: Meyer 1843 (Ein Gretchen, Die Gebrechliche, Zufallspiele, Pique Zwei, Die schwedische Gräfin)
- Die griechische Mutter 1843.
- Reinholds Schicksale oder Gott führt die Seinen wunderbar. Eine Erzählung für die reifere Jugend aus den Zeiten des 30jähr. Krieges. 3. Aufl. Augsburg: Lampart 1842.
- Polterabend-Kaleidoskop oder Neus und Mannigfaltiges zu Spiel und Scherz an Polterabenden. Frankfurt a. M. 1847.
- Das Bild der Mutter. 2. Aufl. Nürnberg: Lotzbeck 1852.
- Das Evangelienbuch. 2. Aufl. Nürnberg: Lotzbeck 1852.
- Die Prager Studenten. 2. Aufl. Nürnberg: Lotzbeck 1852.
- Die Reise zur Hochzeit. Jugenderzählung. 2. Aufl. Nürnberg: Lotzbeck 1852.
- Die Wasserfahrt. 2. Aufl. Nürnberg: Lotzbeck 1852.